# Frestonia (album)
A Frestonia az Aztec Camera brit együttes hatodik és egyben utolsó stúdióalbuma. A hanghordozó 1995 novemberében jelent meg.

## Az album dalai
1. Rainy Season 5:41
2. Sun 4:28
3. Crazy 5:19
4. On the Avenue 3:43
5. Imperfectly 4:22
6. Debutante 7:10
7. Beautiful Girl 4:50
8. Phenomenal World 4:09
9. Method of Love 4:23
10. Sunset 4:21

## Fordítás
Ez a szócikk részben vagy egészben a Frestonia (album) című angol Wikipédia-szócikk fordításán alapul.  Az eredeti cikk szerkesztőit annak laptörténete sorolja fel. Ez a jelzés csupán a megfogalmazás eredetét és a szerzői jogokat jelzi, nem szolgál a cikkben szereplő információk forrásmegjelöléseként.